# Lilamussling
Lilamussling (Panellus ringens) är en svampart som först beskrevs av Elias Fries, och fick sitt nu gällande namn av Henri Romagnesi 1945. Enligt Catalogue of Life ingår Lilamussling i släktet Panellus,  och familjen Mycenaceae, men enligt Dyntaxa är tillhörigheten istället släktet Panellus,  och familjen Favolaschiaceae. Arten är reproducerande i Sverige. Inga underarter finns listade i Catalogue of Life.

## Källor

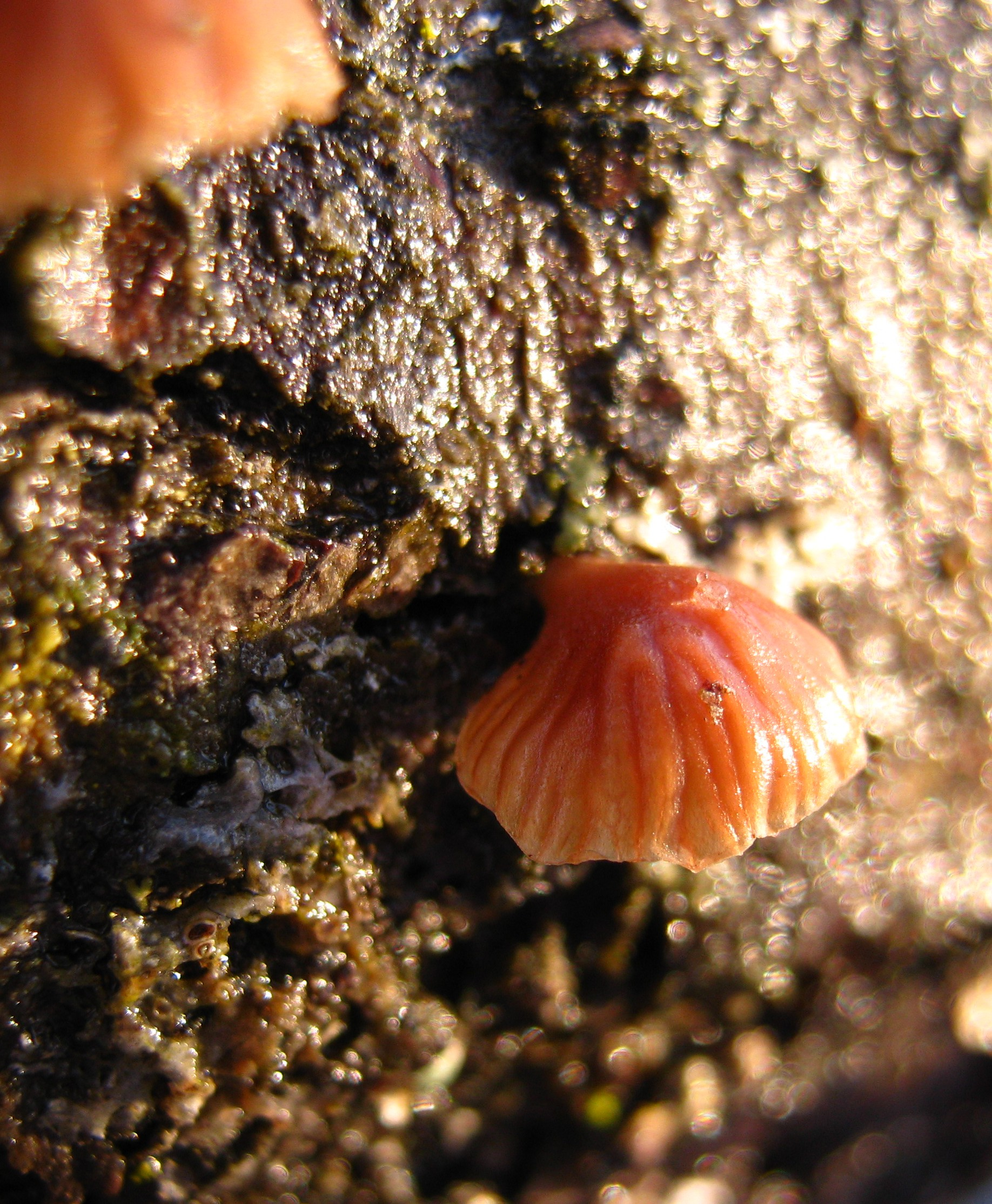
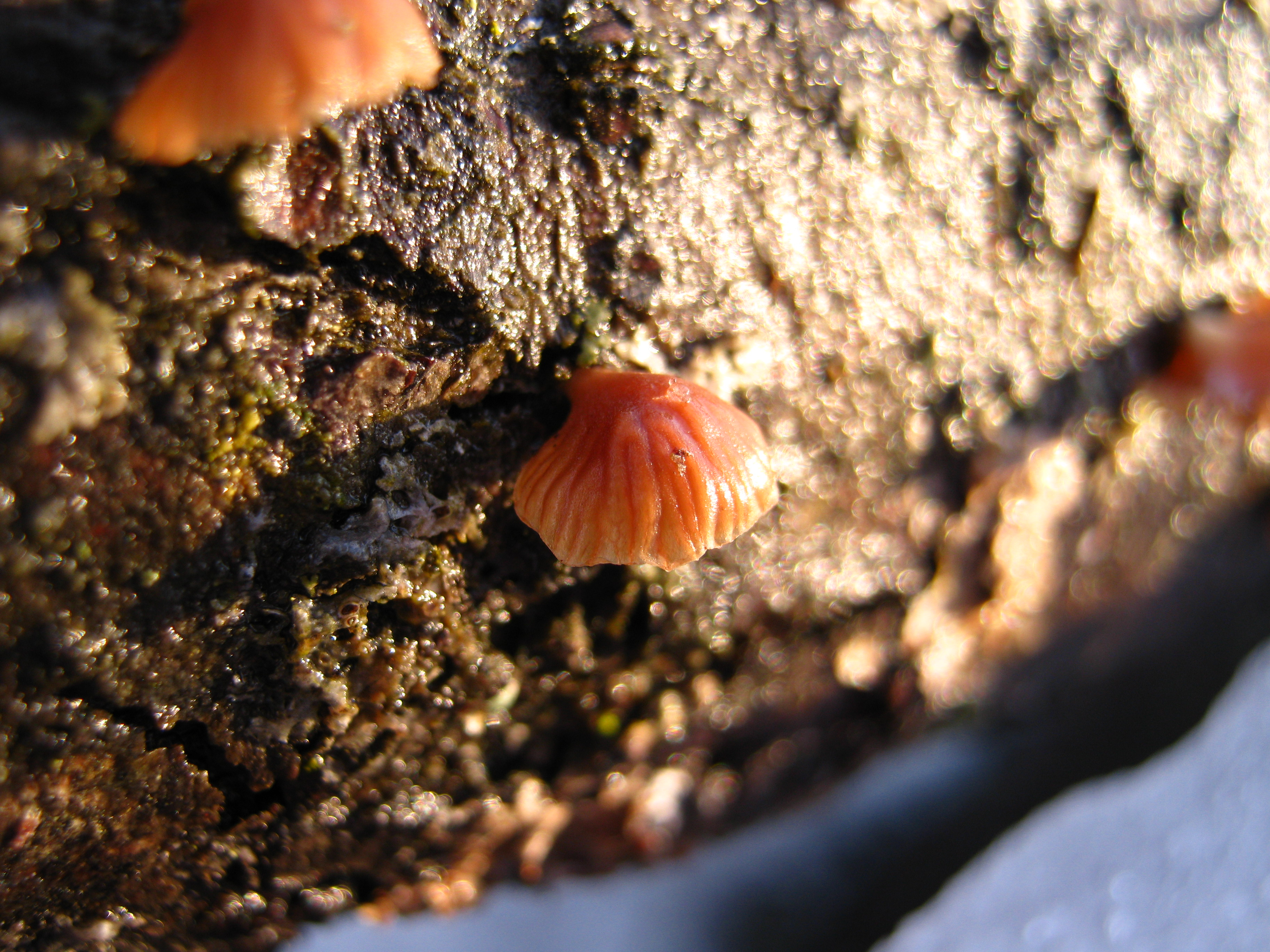
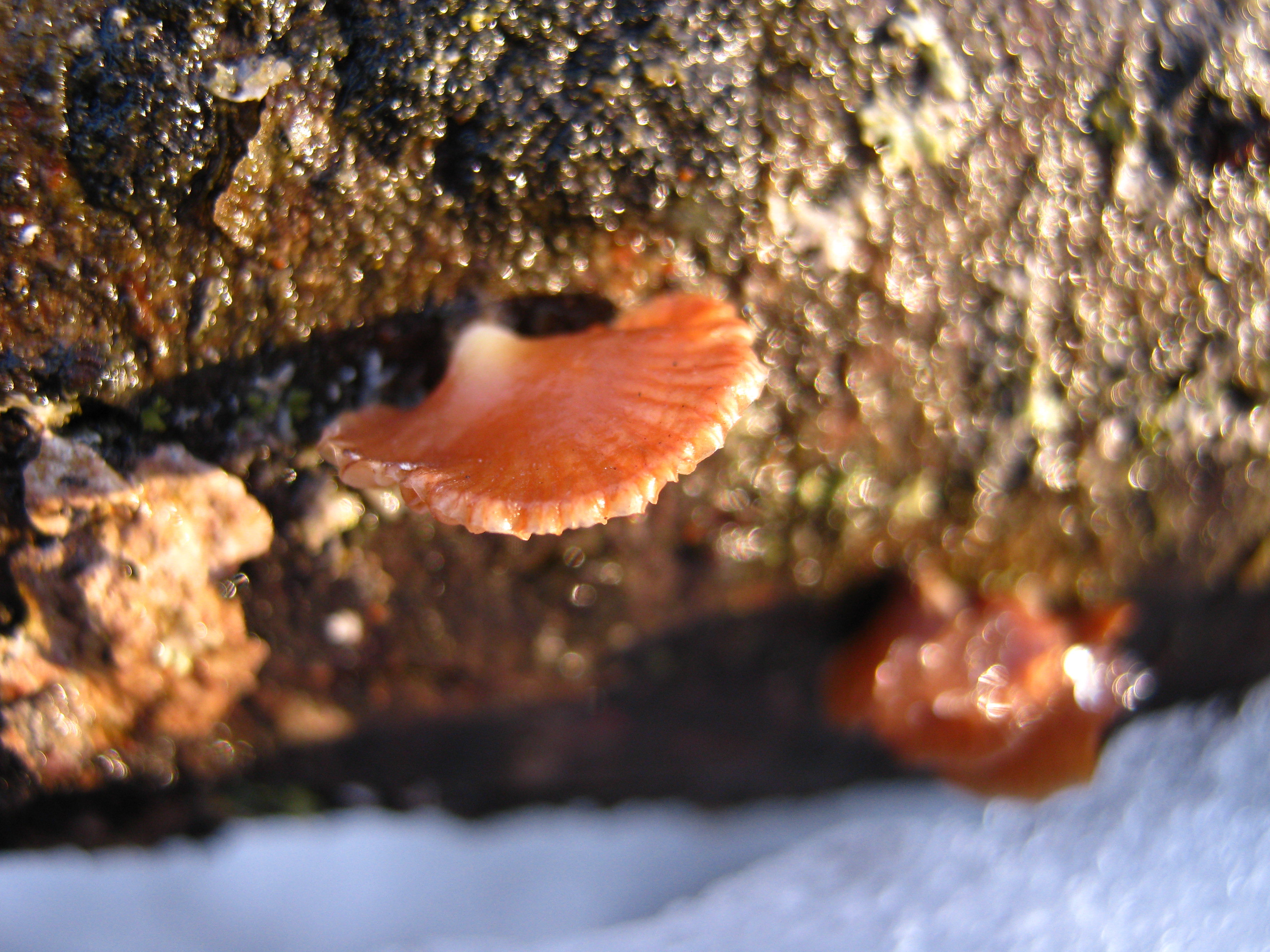
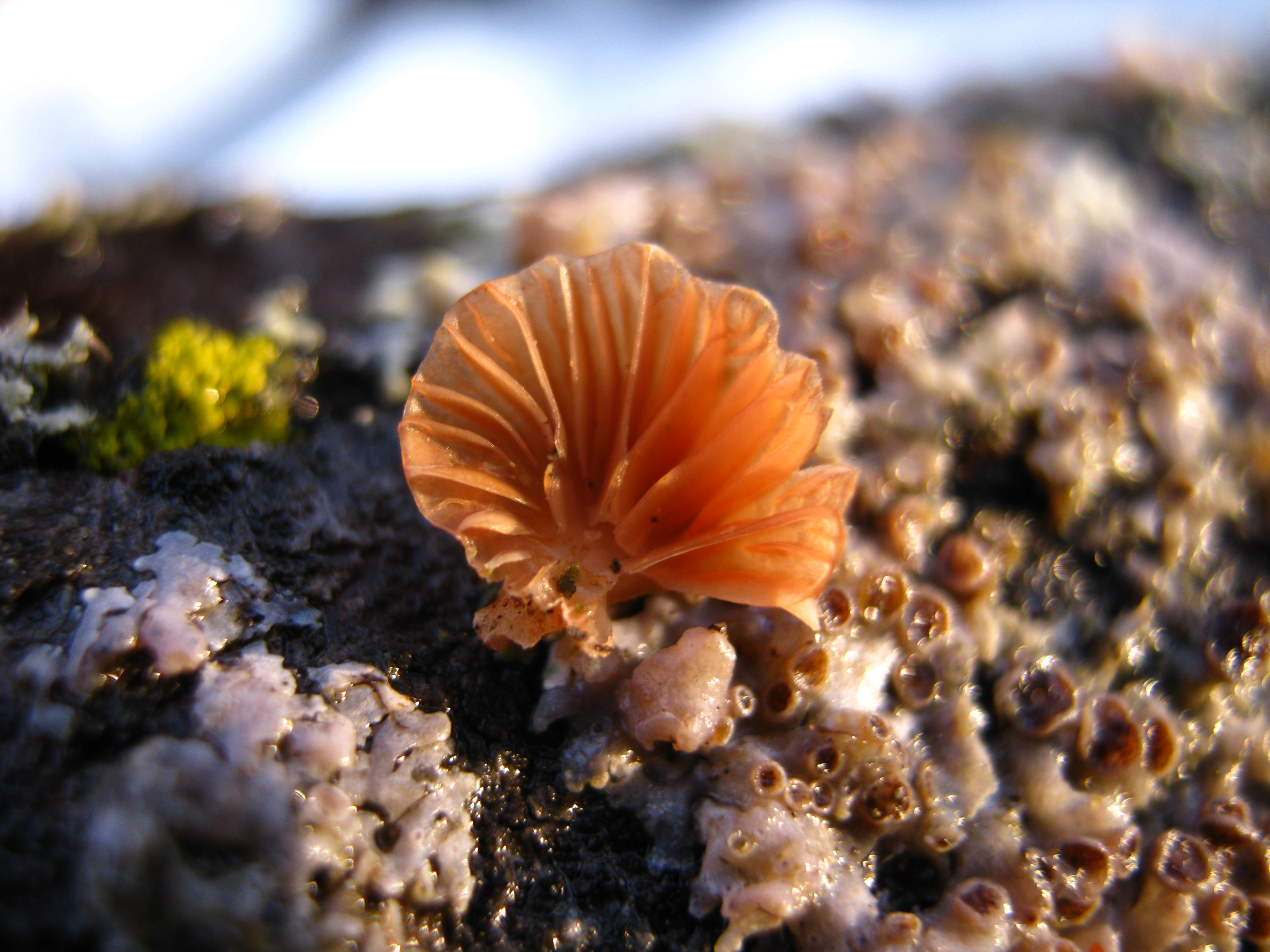
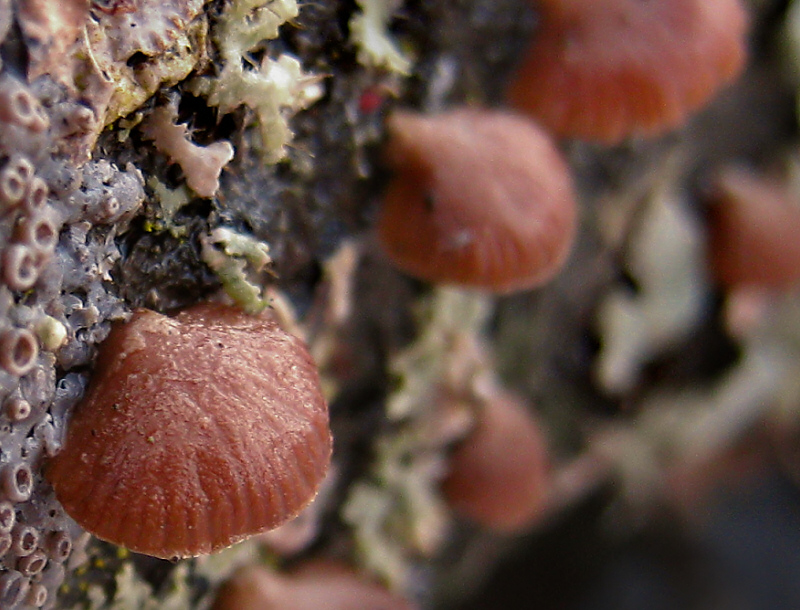
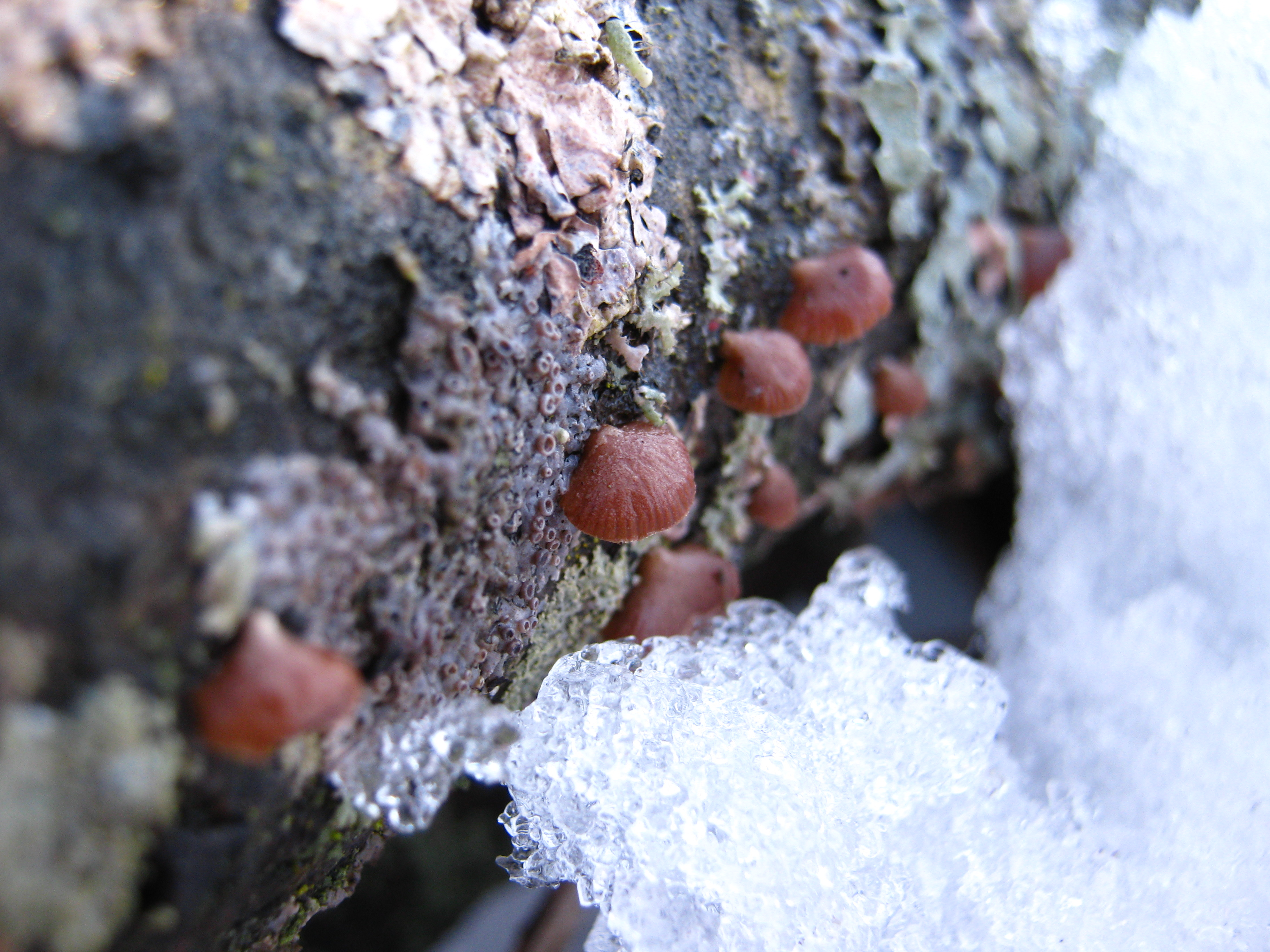